# Ciclism la Jocurile Olimpice de vară din 1896 - Cursa masculină de 12 ore
Proba masculină de ciclism 12 ore de la Jocurile Olimpice de vară din 1896 a fost ultima probă din programul acestor Jocuri, încheindu-se la ora 17.00 pe 13 aprilie.a avut loc pe 8 aprilie, fiind prima cursă de ciclism la Olimpiadă. Au luat startul șapte cicliști din patru țări. Proba a fost câștigat de austriacul Adolf Schmal, singura medalie de aur în ciclism câștigată vreodată de această națiune, până la victoria Annei Kiesenhofer în cursa feminină pe șosea din 2020.

## Formatul competiției
După cum sugerează și numele, cursa a durat 12 ore, cicliștii încercând să parcurgă cea mai mare distanță din teren. Au fost permise stimulatoarele cardiace. Toți cicliștii au pornit împreună într-un start în masă.

## Program
Ziua a fost rece, vântoasă și ploioasă, cu zăpadă pe munți. Vremea a fost suficient de rea pentru a anula probele de canotaj programate pentru aceeași zi cu cursa.
| Dată                  | Dată                | Oră  | Etapă  |
| Gregorian             | Iulian              | Oră  | Etapă  |
| --------------------- | ------------------- | ---- | ------ |
| Luni, 13 aprilie 1896 | Luni, 1 martie 1896 | 5:00 | Finală |

## Rezultate
Ultima cursă de ciclism a început la ora 5 dimineața, pe 13 aprilie. Șapte atleți au început cursa, însă patru dintre ei au abandonat înainte de prânz, iar al cincilea a renunțat după-amiaza. Schmal i-a depășit pe restul cicliștilor la începutul cursei și a mers alături de Keeping pentru restul probei, câștigând cu o tură avans. Cursa de 12 ore nu a mai fost niciodată inclusă în programul de ciclism la Jocurile Olimpice.
| Loc | Ciclist                   | Țară           | Timp       |
| --- | ------------------------- | -------------- | ---------- |
| 1   | Adolf Schmal              | Austria        | 295,300 km |
| 2   | Frederick Keeping         | Marea Britanie | 294,946 km |
| —   | Georgios Paraskevopoulos  | Grecia         | NT         |
| —   | Nikos Loverdos            | Grecia         | NT (3 ore) |
| —   | A. Tryfiatis-Tripiaris    | Grecia         | NT (3 ore) |
| —   | Joseph Welzenbacher       | Germania       | NT (3 ore) |
| —   | Konstantinos Konstantinou | Grecia         | NT (3 ore) |